# Gottlob Brodbeck
Die Gottlob Brodbeck GmbH & Co. KG  ist ein deutsches Bauunternehmen mit Sitz in Metzingen und gehört zur Unternehmensgruppe Brodbeck. Sie ist im Straßen- und Tiefbau, Netzbau, Hoch- und Ingenieurbau sowie im Schlüsselfertigbau tätig.

## Geschichte

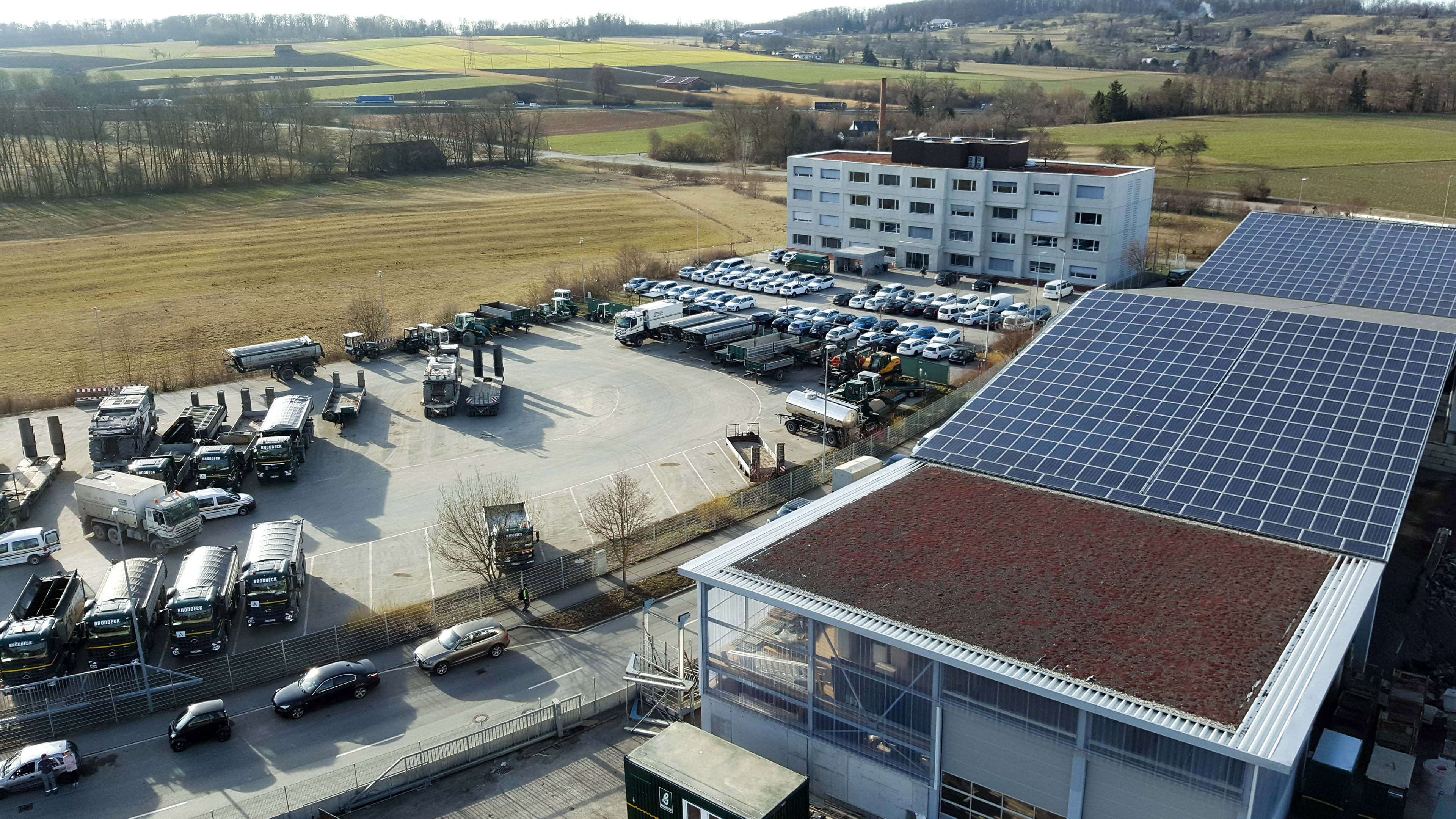
Gottlob Brodbeck GmbH & Co. KG

Der Pflastermeister Gottlob Brodbeck gründete 1930, nach dem Tode seines Vaters Jakob Brodbeck und der anschließenden Liquidation des Steinbruchbetriebes Jakob Brodbeck & Söhne, einen eigenen Betrieb für Pflasterarbeiten in Nürtingen-Zizishausen. Im Jahr 1933 erfolgten der Umzug und die Verlagerung des Betriebes nach Metzingen.
Das Unternehmen gliederte 1972 den Geschäftsbereich Hoch- und Ingenieurbau zu. Die Gottlob Brodbeck KG, Straßenbau, wurde am 1. Januar 1973 umgewandelt in die Firma Gottlob Brodbeck GmbH & Co. KG, Straßen- und Ingenieurbau. Im Jahr 2012 erfolgte eine Ausweitung des Bereichs Hoch- und Ingenieurbau mit der Sparte schlüsselfertiges Bauen.
Die Unternehmensgruppe Brodbeck deckt mit den weiteren Tochterunternehmen Heber Terramix GmbH & Co. KG (2000), Casa Blanca Immobilien GmbH & Co. KG (2012) und Asphalt Malibu GmbH & Co. KG (1978) spezielle Bereiche wie die Herstellung von Asphalt, Recycling von Alt-Asphalt und Alt-Beton, Spezialverfahren in der Bodenverbesserung und Bodenverfestigung, sowie die Architektur im Wohnungsbau ab.

## Leistungen
- Straßen- und Tiefbau

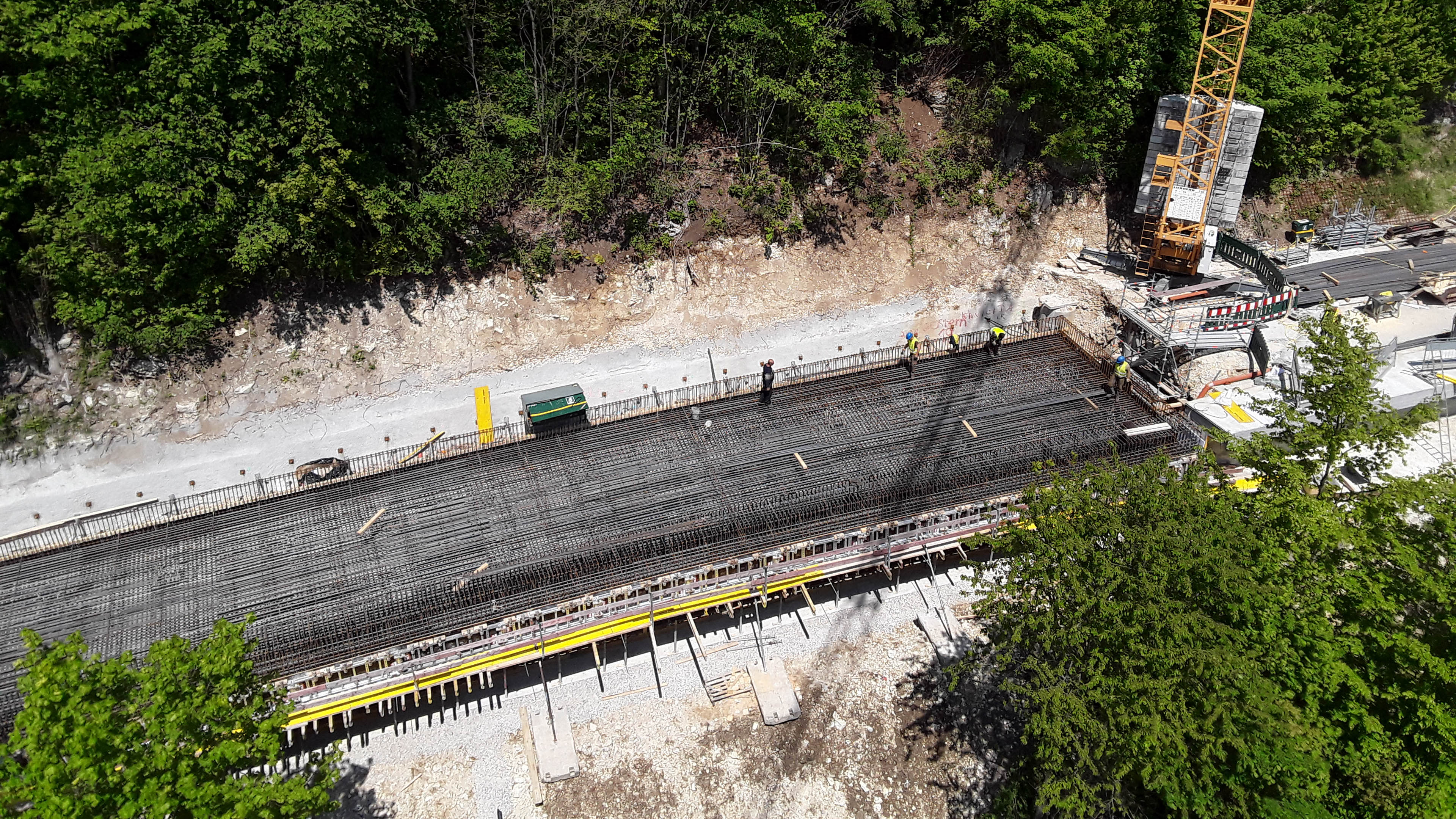
Tief- und Straßenbau

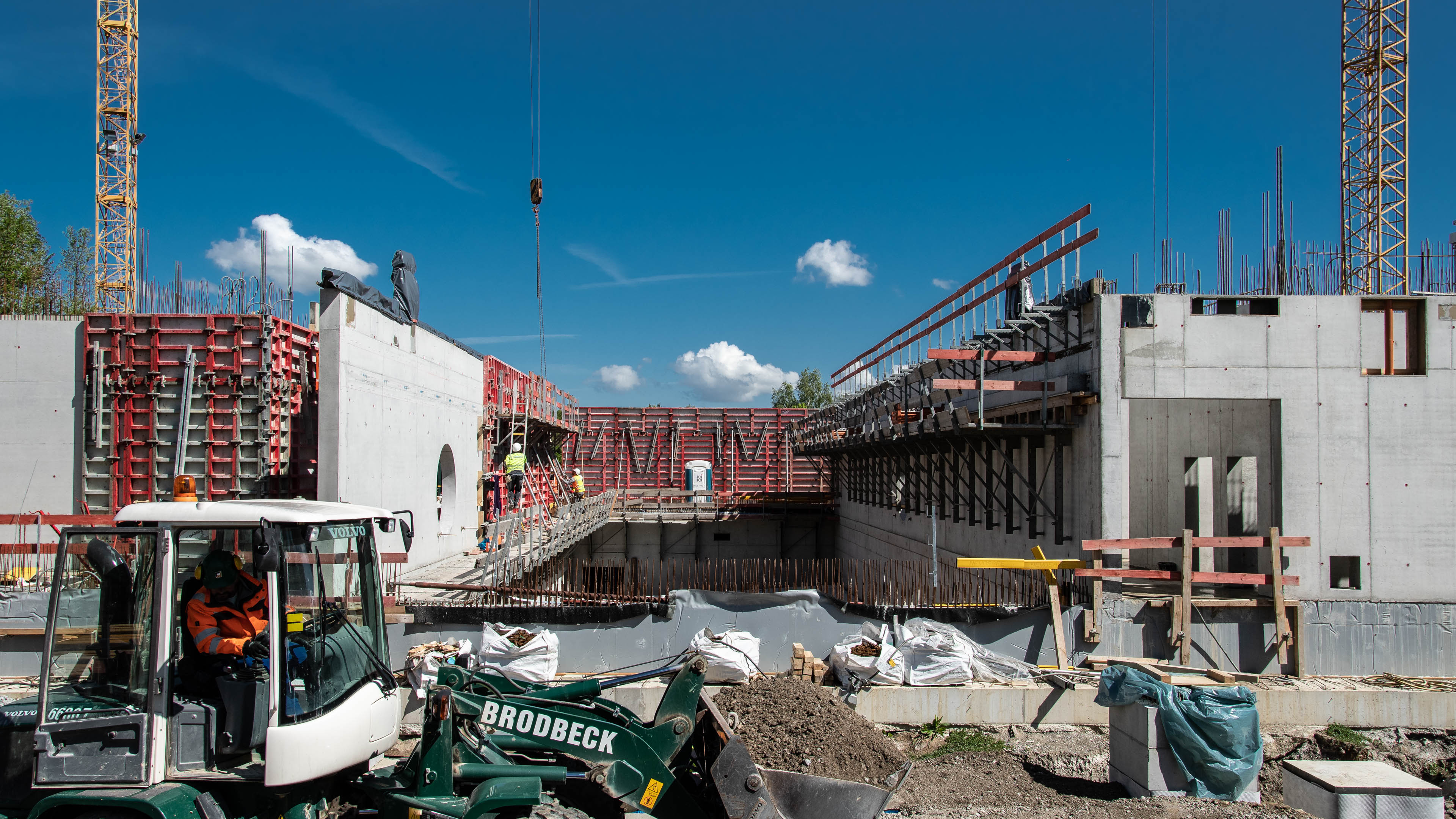
Hoch- und Ingenieurbau

  - Erschließungen, Ortskernsanierungen, Kanalbaumaßnahmen, Straßenneubau, Belagssanierungen, Außenanlagen, Gleisbau, Erdbau, Wasserbau, Sonderbauweisen
- Netzbau
  - Fernwärme, Gas- und Wasserversorgung, Kabeltiefbau, Kanalhausanschlüsse
- Hochbau
  - Gesundheit und Pflege, Bildung und Forschung, Bauen im Bestand, Büro und Gewerbe, Wohnen
- Ingenieurbau
  - Brücken, Kläranlagen, Wasserbauwerke
- Schlüsselfertiges Bauen
  - Bildung und Sport, Büro und Dienstleistung, Gewerbe und Industrie, Gesundheit und Soziales, Wohnen